# Petr Bajer
Petr Bajer (* 13. května 1967 Horní Jelení) je český politik, od roku 2013 předseda Strany soukromníků ČR.

## Pracovní kariéra
Požární a bezpečnostní technik, ekolog v ČSAD, v roce 1994 začal podnikat ve službách a odpadovém hospodářství a autodopravě, později ještě otevřel obchody s kojeneckým textilem, hračkami a papírnictvím. Většinu starostí o provozovny za něho v současnosti převzala manželka Šárka, se kterou žije 22 let.

## Rodina
ženatý, otec dvou dcer Zuzany a Nikoly (27, 17) a jednoho syna Petra (11),25 let žije v Holicích.

## Záliby
Sport, funkcionář (předseda fotbalového oddílu SK Holice), chalupaření, houbaření, turistika

## Politická kariéra
V roce 2009 se podílel na založení Strany soukromníků České republiky, která se přihlásila k odkazu prvorepublikové Československé živnostensko - obchodnické strany středostavovské a dále ke Straně podnikatelů, živnostníků a rolníků ČR, která působila v první polovině 90. let. V roce 2013 byl zvolen do jejího čela jako předseda. V letech 2014 až 2018 vykonával funkci uvolněného místostarosty města Holic.
V krajských volbách v roce 2020 byl lídrem společné kandidátky hnutí Trikolóra a Soukromníků v Pardubickém kraji, ale neuspěl (uskupení se do zastupitelstva nedostalo).
Ve volbách do Poslanecké sněmovny PČR v roce 2021 byl lídrem politické formace „Trikolora, Svobodní, Soukromníci" v Pardubickém kraji, ale neuspěl, neboť se uskupení do Poslanecké sněmovny vůbec nedostalo.

## Hlavní cíl v politice
Hájit drobné živnostníky, podnikatele, ale i jejich zaměstnance. "Pokud má malá firma fungovat, musí být založena od počátku na takříkajíc přátelské bázi. Mezi zaměstnancem a majitelem by neměl být velký rozdíl, maximálně, že jeden má IČO a druhý nikoli, samozřejmě při zachování pravidel," řekl. Ze začátku se Soukromníci hlavně zasazovali o vyřešení splatnosti faktur, plateb DPH jen z uhrazených faktur, odstranění zbytečné byrokracie, teď přibyla podle Bajera kontrolní hlášení a EET a další omezování podnikání obecně.